# Ганс фон Фосс
Ганс Александер фон Фосс (нім. Hans Alexander von Voss; 7 жовтня 1875, Рудольштадт — 6 грудня 1966, Ренгсдорф) — німецький офіцер, генерал-лейтенант вермахту. Кавалер ордена Pour le Mérite.

## Біографія
Виходець із знатного вестфальського роду. Син першого лейтенанта Артура фон Фосса і його дружини Йоганни, уродженої баронеси фон Бойст. 22 березня 1895 року поступив на службу в Прусську армію. Учасник Першої світової війни, служив на штабних посадах. 30 вересня 1920 року звільнений у відставку, наступного дня став співробітником Імперського військового міністерства. 1 жовтня 1935 року поступив в службу комплектування і призначений керівником Головного управління психології і расової науки ОКГ. 31 липня 1939 року вийшов у відставку, проте 26 серпня був переданий у розпорядження вермахту і 1 вересня призначений інспектором психологічного тестування ОКГ. 1 червня 1942 року відправлений у резерв фюрера, 31 липня — у відставку.

## Сім'я
27 грудня 1906 року одружився з Еллен Лукас. В шлюбі народились дочка і син. 31 жовтня 1918 року Еллен померла від іспанського грипу.
29 вересня 1920 року одружився з Євою фон Шпангенберг, уродженою Брайтгаупт (18 квітня 1880 — 7 квітня 1975) — двоюрідною сестрою і найкращою подругою своєї покійної дружини.

## Звання
- Другий лейтенант (22 березня 1895)
- Лейтенант (1 січня 1899)
- Оберлейтенант (15 листопада 1904)
- Гауптман (1 березня 1908)
- Майор (19 серпня 1914)
- Співробітник земельної оборони (1 жовтня 1920)
- Оберстлейтенант запасу (1 грудня 1920)
- Оберст у відставці (24 травня 1934)
- Оберст служби комплектування (1 жовтня 1935)
- Генерал-майор запасу (1 березня 1938)
- Генерал-майор запасу до розпорядження (26 серпня 1938)
- Генерал-лейтенант запасу до розпорядження  (27 серпня 1938)
- Генерал-майор до розпорядження (1 квітня 1940)
- Генерал-лейтенант до розпорядження (1 липня 1940)

## Нагороди
- Столітня медаль (1897)
- Орден дому Саксен-Ернестіне
  - лицарський хрест 2-го класу (1902)
  - командорський хрест 2-го класу (19 липня 1917)
- Орден Білого Сокола, лицарський хрест 2-го класу (1906)
- Орден Червоного орла 4-го класу (1914)
- Залізний хрест 2-го і 1-го класу
- Хрест «За військові заслуги» (Мекленбург-Шверін) 2-го і 1-го класу
- Галліполійська зірка (Османська імперія)
- Королівський орден дому Гогенцоллернів, лицарський хрест з мечами (9 січня 1917)
- Pour le Mérite (23 грудня 1917)
- Хрест «За вислугу років» (Пруссія) (25 років)
- Почесний хрест ветерана війни з мечами
- Медаль «За вислугу років у Вермахті» 4-го, 3-го, 2-го і 1-го класу (25 років; 2 жовтня 1936) — отримав 4 медалі одночасно.
- Орден Заслуг (Угорщина), командорський хрест